# Hydrillodes submorosa
Hydrillodes submorosa är en fjärilsart som beskrevs av Embrik Strand 1920. Hydrillodes submorosa ingår i släktet Hydrillodes och familjen nattflyn. Inga underarter finns listade i Catalogue of Life.